# Дмитрівська перша волость
Дмитрівська перша волость — історична адміністративно-територіальна одиниця Павлоградського повіту Катеринославської губернії.
Станом на 1886 рік складалася з єдиного поселення, єдиної сільської громади. Населення — 5464 осіб (2682 чоловічої статі та 2782 — жіночої), 734 дворових господарств.
|                     | Площа, десятин | У тому числі орної, дес. |
| ------------------- | -------------- | ------------------------ |
| Сільських громад    | 17214          | 6250                     |
| Приватної власності | —              | —                        |
| Казенної власності  | 30             | 30                       |
| Іншої власності     | 120            | 80                       |
| Загалом             | 17364          | 6360                     |

Поселення волості:
- Дмитрівка — село при річці Самара за 29 3/4 верст від повітового міста, 5180 осіб, 700 дворів, православна церква, школа, поштова станція, 5 лавок, 2 бондарні, 3 постоялих двори, 3 ярмарок, базари по святах.